# Isatis subdidyma
Isatis subdidyma là một loài thực vật có hoa trong họ Cải. Loài này được (N. Busch) V.E. Avet. mô tả khoa học đầu tiên năm 1982.